# Thierry Snoy et d'Oppuers
Pour les articles homonymes, voir Snoy.
Le baron Thierry Snoy d'Oppuers, né à Rhode-Saint-Genèse le 25 juin 1862 et mort à Ophain-Bois-Seigneur-Isaac le 25 février 1930, est un homme politique belge.

## Biographie
Thierry Snoy d'Oppuers est le fils du baron Idesbalde Snoy et d'Oppuers (1819-1870) et le petit-fils d'Idesbalde Snoy d'Oppuers et du général Auguste Goethals. Marié à la fille de Gaston de Pret Roose de Calesberg puis à celle d'Arthur de Beughem de Houtem, il est le père du ministre Jean-Charles Snoy et d'Oppuers.

## Fonctions et mandats
- Bourgmestre de Bois-Seigneur-Isaac : 1890-1894, 1908-1930
- Membre du Sénat belge : 1921-

## Sources
- Jean-Luc DE PAEPE & Christiane RAINDORF-GERARD, Le Parlement belge, 1831-1894. Données biographiques, Brussel, 1996.
- Oscar COOMANS DE BRACHÈNE, État présent de la noblesse belge, Annuaire 1998, Brussel, 1998.